# Chris Geere
Christopher William "Chris" Geere (né le 18 mars 1981), est un acteur britannique. Il est connu pour son rôle de Roi Edvard/Eddie dans les suites de Le Prince et Moi, et pour avoir joué le rôle de Jimmy Shive-Overly dans la série télévisée You're the Worst (2014-2019).

## Carrière
Geere joue le personnage de Matt Wilding dans la série de la BBC Waterloo Road. En janvier 2009, au moment où la quatrième série de Waterloo Road a commencé à être diffusée, Geere a déclaré qu'il ne serait pas de retour pour la cinquième saison. Entre 2014 et 2019, il était l'un des acteurs principaux de la série télévisée  You're the Worst, grand succès critique, et diffusée sur la chaîne FX/FXX.

## Vie privée
Chris épouse Jennifer Sawdon, une chanteuse-compositeur-interprète et pianiste, en 2010. Leur fils, Freddie, est né en 2012.

## Filmographie

### Cinéma
- 2003 : Merveilleux L'Oubli : Petit-fils de Mme Wilson
- 2007 : Le Goût du sang : Ulf
- 2008 : Lawnchairs & Grappins : Simon (court-métrage)
- 2008 : Le Prince et Moi 3: lune de miel Royale : Le Roi Edvard/Eddie
- 2010 : Le Prince et Moi 4: L'Éléphant d'Aventure : Le Roi Edvard/Eddie
- 2011 : Sans fin : Abraham (court-métrage)
- 2012 : Menace d'État : Nick
- 2013 : After Earth : Hesper Navigator
- 2014 : La Dernière Séance : Jamie
- 2016 : The Duke (Urge) : Vick
- 2016 : Deadtectives : Sam Whitner (post-production)
- 2019 : Pokémon: Detective Pikachu de Rob Letterman
- 2025 : Baby Bluff de Tyler Spindel

### Télévision

#### Téléfilms
- 2003 : Danielle Câble: Témoin : Josh Harman
- 2003 : Les reprises : Étudiant

#### Séries télévisées
- 2001 : Frères d'armes : Soldat Allemand (épisodes inconnus)
- 2002 : TLC : Medical Student (saison 1, épisode 6)
- 2002 : Casualty : Longfellow (saison 18, épisode 16)
- 2003 : Trust : Andy Boyd (saison 1, épisodes 1, 2 et 3)
- 2003 : Aventure et Associés : Ben (saison 1, épisodes 12 et 13)
- 2004 : The Bill : Michael Sparks (saison 20, épisode 61)
- 2005 : Family Affairs : Joel Dobson (saison 9, épisode 256 et 257)
- 2006 : Bombshell : Gunner Dean McGowan (saison 1, épisodes 1 à 7)
- 2007 - 2012 : Waterloo Road : Matt Wilding (saison 3, 4 et 7)
- 2008 : EastEnders : Anton (saison 24, épisode 86 et 87)
- 2010 : Hollyoaks : Dale Greer (saison 15, épisode 248)
- 2010 : Missing : Lee Beckett (saison 2, épisode 5)
- 2010 : Pete Versus Life : Kurt (saison 1, épisodes 1 à 5)
- 2010 : Holby City : Patrick Wright (saison 13, épisode 4)
- 2012 : Doctors : Tom Malone (saison 14, épisode 6)
- 2012 : Little Crackers : Harry (saison 3, épisode 1)
- 2013 : The Spa : Bolek Glodwisky (saison 1, épisodes 2 à 7)
- 2013 : Trollied : Richard France (saison 3)
- 2014 : Meurtres au Paradis : Max Leigh (saison 3, épisode 4)
- 2014 : Outnumbered : Tommy (saison 5, épisode 6)
- 2014 - 2019 : You're the Worst : Jimmy Shive-Overly (principal, 62 épisodes)
- 2018 : Modern Family (saison 9, épisode 15)
- 2021 : A million little things (saison 3, épisodes 1 à 7) : Jamie Clarke
- 2021 : This Is Us (saison 5/6) : Philip